# Gira Pateando Piedras
La Gira Pateando Piedras fue la segunda gira de conciertos a nivel nacional realizada por la banda chilena Los Prisioneros. La gira promovía el álbum homónimo; comenzó en septiembre de 1986, y concluyó en septiembre del año siguiente.

## Datos
Pateando piedras, el segundo álbum de Los Prisioneros, fue lanzado el 15 de septiembre de 1986, en una presentación en el Café del Cerro, un bar del sector de Bellavista ubicado en Santiago, Chile. El disco en cuestión, contiene temáticas en la línea de lo que había sido La voz de los '80, y con una cercanía a la música electrónica al incorporar teclados, sintetizadores, samplers y computadoras en varias de las canciones.
El álbum vendió cinco mil copias en los primeros diez días de su distribución, un récord nunca antes alcanzado por un grupo musical juvenil chileno, y dos meses después de su publicación, lograron un segundo disco de platino con veinte mil copias vendidas. Los Prisioneros llevaron a cabo el “lanzamiento oficial” de Pateando piedras el 1 y 2 de noviembre de 1986, en el Estadio Chile (actual Estadio Víctor Jara), presentándose ante 6,000 personas en dos días consecutivos, rompiendo un récord por haber llenado el recinto.
Por consiguiente, Pateando piedras significó el salto de la banda a la popularidad, y la derrota a la censura impuesta por el oficialismo, después de haber sido vetados en televisión y en los medios controlados por la dictadura militar.
Durante 1987, la banda consolidó una gira nacional, retornando en más de una vez al norte y sur de Chile. Asimismo, se presentaron por primera vez en el extranjero, más precisamente en Uruguay, Argentina, Perú, y Ecuador.

## Fechas de la gira
Estas son, en su parcialidad, las fechas de la Gira Pateando Piedras.
| Fecha (s)                    | Ciudad                  | País      | Lugar                                                | Asistencia      |
| ---------------------------- | ----------------------- | --------- | ---------------------------------------------------- | --------------- |
| 15 de septiembre 1986        | Santiago                | Chile     | Café del Cerro                                       | 100 (aprox.)    |
| 11 de octubre 1986           | Curicó                  | Chile     | Gimnasio Abraham Milad                               | Sin datos       |
| octubre 1986                 | Calama                  | Chile     | Estadio Municipal de Calama                          | Sin datos       |
| octubre 1986                 | Concepción              | Chile     | Gimnasio Universidad de Concepción                   | 5.000           |
| 1, y 2 de noviembre 1986     | Santiago                | Chile     | Estadio Chile                                        | 12.000          |
| 6 de noviembre 1986          | Ancud                   | Chile     | Gimnasio Fiscal de Ancud                             | Sin datos       |
| 13 de noviembre 1986         | Santiago                | Chile     | Café del Cerro (*)                                   | Sin datos       |
| 14 de noviembre 1986         | Quinta Normal, Santiago | Chile     | Estadio Municipal                                    | Sin datos       |
| 20 de noviembre 1986         | Santiago                | Chile     | Café del Cerro (*)                                   | Sin datos       |
| 22 de noviembre 1986         | Montevideo              | Uruguay   | Rural del Prado (Festival Montevideo Rock)           | Sin datos       |
| 27 de noviembre 1986         | Santiago                | Chile     | Café del Cerro (*)                                   | Sin datos       |
| 4 de diciembre 1986          | Valparaíso              | Chile     | Fortín Prat                                          | Sin datos       |
| 19 de enero 1987             | Concepción              | Chile     | Recinto Ferial (Ferbio)                              | 50.000 (aprox.) |
| 23 de enero 1987             | Calama                  | Chile     | Estadio Municipal de Calama                          | Sin datos       |
| febrero 1987                 | Arica                   | Chile     | Estadio Carlos Dittborn                              | Sin datos       |
| 20 de marzo 1987             | San Bernardo, Santiago  | Chile     | Estadio Rosas Del Sur                                | Sin datos       |
| 28 de marzo 1987             | Córdoba                 | Argentina | Estadio Mario Alberto Kempes (Festival Chateau Rock) | Sin datos       |
| 4 de abril 1987              | Buenos Aires            | Argentina | Estadio Obras Sanitarias (Festival Pepsi)            | Sin datos       |
| 15 de abril 1987             | Los Ángeles             | Chile     | Avenida Colo-Colo                                    | 150             |
| 9 de mayo 1987               | Santiago                | Chile     | Avenida Matucana (Garage Matucana)                   | Sin datos       |
| 7 de junio 1987              | Talca                   | Chile     | Gimnasio Municipal                                   | Sin datos       |
| 13 de junio 1987 (**)        | Victoria                | Chile     | Gimnasio N°1 Bernardo Muñoz Vargas                   | Sin datos       |
| junio 1987                   | Lota                    | Chile     | Sin datos                                            | Sin datos       |
| 11, y 12 de julio 1987 (***) | Santiago                | Chile     | Estadio Chile                                        | 12.000          |
| julio 1987                   | La Serena               | Chile     | Gimnasio Municipal La Florida                        | Sin datos       |
| agosto 1987                  | Chillán                 | Chile     | Casa del Deporte de Chillán                          | Sin datos       |
| 18 de septiembre 1987        | Lima                    | Perú      | Discoteca Reflejos                                   | Sin datos       |
| 19 de septiembre 1987        | Lima                    | Perú      | Plaza de Acho                                        | 12.000 (aprox.) |
| septiembre 1987              | Guayaquil               | Ecuador   | Colegio Dolores Sucre                                | Sin datos       |

### Fechas desconocidas
- Antofagasta, Chile - Estadio Green Cross (1987)
- Concepción, Chile - Universidad de Concepción (1987)
- Curanilahue, Chile - Gimnasio Olímpico De Curanilahue (1987)
- Puerto Montt, Chile - Cine Rex (1987)
- Punta Arenas, Chile - Gimnasio Cubierto (1987)

## Lista de temas de la gira

### Estadio Chile(1 de noviembre de 1986, 1° noche)
1. «¿Por qué no se van?»
2. «Mentalidad televisiva»
3. «Quieren dinero»
4. «Sexo»
5. «Exijo ser un héroe»
6. «Latinoamérica es un pueblo al sur de Estados Unidos»
7. «Muevan las industrias»
8. «¿Por qué los ricos?»
9. «Estar solo»
10. «¿Quién mató a Marilyn?»
11. «Independencia cultural»
12. «Por favor»
13. «Paramar»
14. «El baile de los que sobran»
15. «La voz de los '80»

### Festival Chateau Rock,Estadio Mario Alberto Kempes(28 de marzo de 1987)
1. «Quieren dinero»
2. «¿Quién mató a Marilyn?»
3. «El baile de los que sobran»
4. «¿Por qué los ricos?»
5. «Muevan las industrias»
6. «Latinoamérica es un pueblo al sur de Estados Unidos»
7. «¿Por qué no se van?»